# Амир (филм)
Амир је српски филм из 2002. године. Режирао га је Миха Целар, који је написао и сценарио.

## Улоге
| Глумац                   | Улога       |
| ------------------------ | ----------- |
| Александра Балмазовић    | Слађана     |
| Урош Фурст               | Амир        |
| Магдалена Кропиуниг      | Мојца       |
| Марко Миладиновић        | Бојан       |
| Соња Павшић              | Упокојенка  |
| Велимир Бата Живојиновић | Амиров отац |